# Škoda 706
Škoda 706 byl typ těžkých užitkových automobilů, které na konci 30. let 20. století vyvinula mladoboleslavská automobilka ASAP. V průběhu let došlo k mnoha technickým změnám a rekonstrukcím, ale i ke stěhování výroby bezmála po celém Československu. Historie vozu se uzavřela až po padesáti letech, kdy poslední vozy typové řady Škoda 706 MT vyrobil podnik LIAZ v Jablonci nad Nisou.

## Označení
Automobilka ASAP Mladá Boleslav označovala své modely nákladních vozů třímístným číslem, kdy první dvě číslice udávaly nosnost vozu (resp. šasi) v metrických centech, poslední číslice počet válců motoru. Škoda 706 tedy znamená šestiválcem poháněnou sedmitunu. K tomu se v systému Škoda přiřazovala dodatková písmena, kteroužto logiku si zachovaly i následující modely odvozené z řady 706.

## Typy a modely

### Škoda 706
Původní Škoda 706 byla nákladní automobil se žebřinovým rámem, šestiválcovým vznětovým motorem a s dvěma tuhými nápravami (hnaná byla jen zadní), které byly odpruženy dvojicí půleliptických listových per. Nejčastěji byl vůz vyráběn jako valník, ale nebylo neobvyklé, že automobilka dodala jen podvozek (rám s motorem a kabinou) – účelovou nástavbu si zákazník nechal namontovat u specializované firmy, to již nebylo starostí ASAPu.
- Škoda 706 – základní provedení vozu – valník, nebo jenom podvozek pro účelové nástavby.
- Škoda 706 N – nízký rám – provedení se sníženým rámem (prolomení podélníků u zadní nápravy) pro montáž autobusových karoserií.
- Škoda 706 D – dlouhý rám – prodloužený rozvor o 1000 mm pro větší valníky.
- Škoda 706 ND – nízký dlouhý rám – snížený rám na prodlouženém rozvoru pro větší autobusy.

Řada 706 tak začala nahrazovat zejména menší typ Škoda 606 (1930–1940), ale i výkonnější typ Škoda 806 (1935–1936) s páteřovou konstrukcí podvozku. Slibnou kariéru vozu zastavila až II. světová válka a nedostatek naprosto všeho, kdy poslední vyrobené vozy byly ihned zrekvírovány pro potřeby Wehrmachtu a nové již nebylo z čeho a na čem vyrobit, protože automobilka byla nucena se z velké části přeorientovat na dodávky pro zbrojní výrobu.
Pro protektorátní dráhy i soukromé autodopravce byly na podvozcích se sníženým rámem vyráběny dieselové autobusy 706 N a 706 ND, později také varianta na dřevoplyn 706 NG (nebo 706 GN). Autobusy byly karosovány různými společnostmi (např. Sodomka). Pro Českomoravské dráhy byly dodávány vozy 706 N s podélnými lavicemi (kapacita 26 sedících a 35 stojících cestujících) i s příčnými sedadly (pouze 35 sedících). Verze 706 ND mohla pojmout 33 sedících a 35 stojících cestujících a v plynové variantě 706 NG bylo 23 míst k sezení a 33 ke stání. Verzi 706 NG zakoupily například Českomoravské dráhy nebo brněnský dopravní podnik, který je využíval na městských linkách.

### Škoda 706 R
R – rekonstruovaný.
Motor vozu byl tajně vyvinut v průběhu II. světové války (šlo zejména o zvýšení výkonu), ale sériová výroba celého automobilu se po válce už nekonala. Těsně po konci války, 9. května 1945 okolo 19. hodiny, totiž došlo k poslednímu bombardování – právě oblasti Mladoboleslavska a Mělnicka (mnozí pamětníci tvrdí, a komunistický režim to rád přejal, že šlo o nálet Luftwaffe – naopak jiní pamětníci soudí, že šlo o nálet Rudé armády a dokládají to záznamy ve válečném deníku 2. letecké armády 1. ukrajinského frontu). Kromě obytných budov se v troskách ocitla i většina automobilky, zejména sklady příslušenství a haly se speciálními výrobními stroji (požár však nezničil archiv). Během několika týdnů až měsíců se zaměstnancům podařilo trosky odklidit a začít s obnovou automobilky. Ze zachráněných dílů bylo postaveno jen několik jednotek vozů Škoda 706 R, navíc prakticky nekompletních. Vzápětí padlo politické rozhodnutí, že v Mladé Boleslavi zůstane jen výroba osobních automobilů a vše ostatní se přesune do poměrně blízkých Letňan, do Leteckých závodů Avia, které byly tou dobou organizačně začleněny pod správu mladoboleslavské automobilky. S obnovou letecké výroby se tam totiž tehdy příliš nepočítalo a využití kvalifikovaných lidí a kvalitních strojů pro výrobu potřebných nákladních automobilů tak bylo poměrně logické.

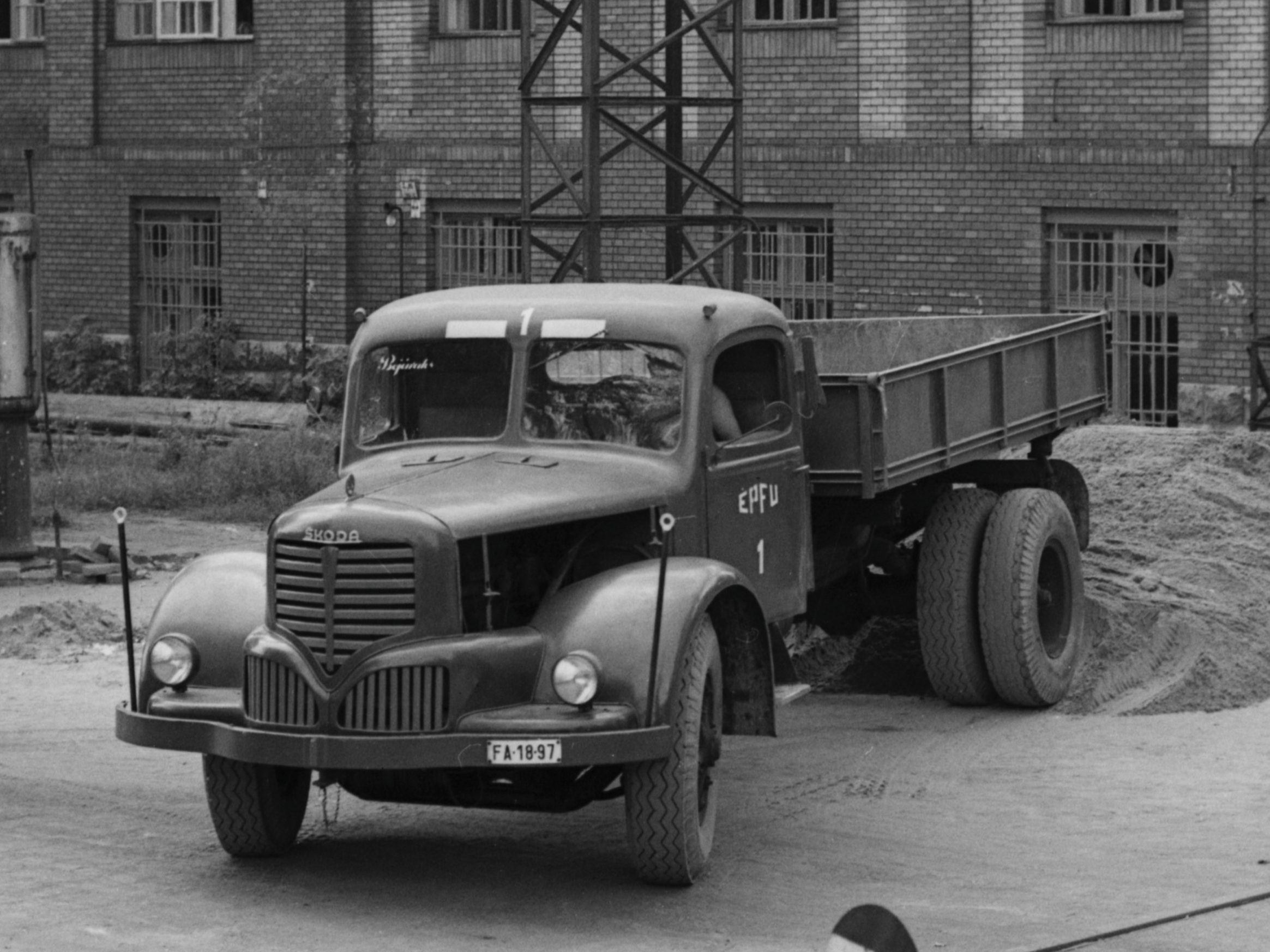
Sklápěč 706 RS s původní kapotou, Budapešť 1959

A tak se hned v roce 1945 oficiálně odstěhovala produkce do původně letecké továrny, která na rozdíl od Mladé Boleslavi nebyla postižena nálety a mohla začít téměř ihned vyrábět, přičemž ale až do roku 1947 většinu strojních skupin stále dodávaly AZNP Mladá Boleslav. V průběhu následujících let vzniklo v Letňanech 7877 vozů Škoda 706 R a několik tisíc podvozků i kompletních autobusů Škoda 706 RO. Nutno podotknout, že zaměstnanci Avie z výroby nákladních škodovek a autobusů nebyli nadšeni, protože to často považovali za určité ponížení, když dosud vyráběli letadla.
Počátkem 50. let komunistické vedení Československa rozhodlo, že se Avia musí vrátit k letecké výrobě a že výroba nákladních aut bude převedena do Libereckého kraje. Během pouhých tří měsíců se v Avii musely zaučit stovky montážních dělníků i TH zaměstnanců a zároveň se začaly stěhovat technologie do míst, kde s strojařinou byly zkušenosti minimální: Elektro-Praga Rýnovice se z výrobny vysavačů změnila na motorárnu, strojárna ROTEX Liberec-Hanychov na výrobnu náprav, TONAK Mnichovo Hradiště (klobouky) a Elektro-Praga Mnichovo Hradiště (domácí vařiče) na montážní závod podvozků.
Výroba se tedy potýkala s těžkostmi, které vypadaly skoro jako naschvály – například mnohé výrobní zařízení muselo zůstat v Letňanech a nové stroje se musely teprve opatřit, což trvalo mnoho let. Zejména železniční trať Praha–Turnov a navazující Pardubice–Liberec, na jejichž osách všechny závody leží, tak v té době byla velmi vytížena logistikou pro výrobu jednoho nákladního auta.
Již v říjnu 1951 se na nových místech začalo s výrobou jednotlivých komponent a oficiálně 2. ledna 1952 vyjel z brány rýnovického podniku první autobus Škoda 706 RO. Do konce roku bylo vyrobeno 340 podvozků i kompletních nákladních vozů Škoda 706 R, v roce 1953 už 2446 těchto jednotek a v roce 1954 dokonce 4120 jednotek (v tomto počtu nejsou zahrnuty autobusy).
Pod AZNP organizačně stále spadala jak Avia, tak „nové“ výrobní závody – tak tomu bylo až do září 1952, kdy se nové podniky dočasně osamostatnily jako Podnik závodů Š 706. Nakonec k 1. lednu 1953 oficiálně vznikla samostatná automobilka Liberecké automobilové závody (LIAZ) se sídlem v Rýnovicích a s hlavním montážním závodem v Mnichově Hradišti. Ale již koncem roku 1953 se podnik z nepochopitelných důvodů dále rozštěpil na jednotlivé závody a tak tomu bylo až do roku 1958, kdy se s nástupem nového modelu 706 RT podnik LIAZ opětně sloučil.
Typy a provedení:
- Škoda 706 R – základní provedení vozu – valník, nebo jenom podvozek pro účelové nástavby.
- Škoda 706 RS – rekonstruovaný, sklápěč – provedení s hydraulicky sklopnou korbou.
- Škoda 806 RS – odvozený exportní osmitunový sklápěč se zesíleným rámem podvozku (výztuha ve tvaru X), na domácím trhu se téměř neobjevil.
- Škoda 900 R – odvozený exportní devítitunový valník se zesíleným rámem podvozku (výztuha ve tvaru X) a zesílenými listovými pery, na domácím trhu se téměř neobjevil.
- snížením a prodloužením rámu a úpravami motoru byl odvozen již zmíněný autobus Škoda 706 RO (rekonstruovaný, omnibus) a od něj dále automobil Škoda 706 ROK (komunální), téměř výhradně v popelářském provedení (snížený rám je vhodný pro vysoké nástavby; kabina je převzata z přední části autobusu, obdobně jako o třicet let později u hasičského LIAZu řady 150). Podrobnosti na příslušné stránce.

Po vyvedení produkce z Avie bylo vyrobeno 20 531 vozů Škoda 706 R všech provedení (v tomto počtu nejsou zahrnuty autobusy a kukavozy).
Model Škoda 706 R byl posledním nákladním automobilem mateřské automobilky Škoda a zároveň jediným kapotovým LIAZem.

### Škoda 706 RT
RT – rekonstruovaný, trambusový – R neznamená rámový

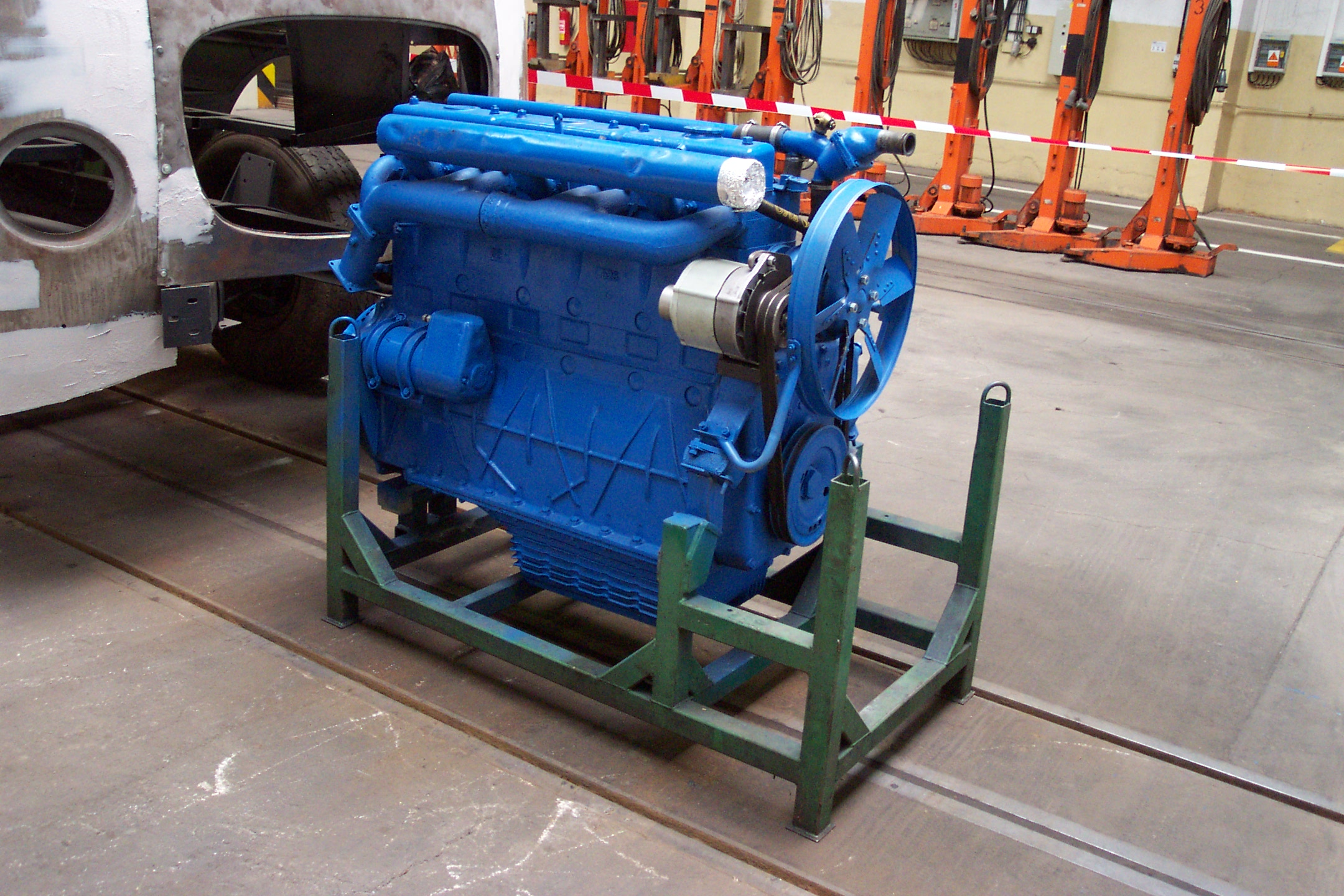
Motor Škody 706 RT

Prototyp z roku 1955 byl nejviditelnějším úspěchem nové vývojové a konstrukční kanceláře LIAZ, která byla založena roku 1953. První vůz vznikl zkrácením podvozku 706 R o jeden metr, na něj pak byla posazena zcela nová trambusová (bezkapotová) kabina, na svou dobu velmi moderní – její vzhled, vybavení a provedení by obstálo i v zahraniční konkurenci. Významnou změnou byla rekonstrukce motoru, kdy byl zaveden přímý vstřik paliva, což znamenalo zvýšení výkonu a podstatné zvýšení spolehlivosti. Další změnou byly například menší pneumatiky, které přinesly snížení těžiště vozidla a to spolu s kratším rozvorem znamenalo jak úsporu zhruba 400 kg pohotovostní hmotnosti (při stejné nosnosti), tak zejména výrazné zlepšení jízdních vlastností a ovladatelnosti vozu.
V roce 1956 vznikl druhý prototyp, který měl již i zcela nové nápravy (první prototyp ještě převzal nápravy z typu 706 R). Od roku 1964 se pak začalo i s výrobou hnaných předních náprav a objevily se tedy i vozy Škoda 706 RTP s pohonem 4×4.
V roce 1957 se začalo s přípravou sériové výroby a vzniklo 62 již víceméně sériových vozů Škoda 706 RT. Sériová výroba akcelerovala na 4 070 vozidel vyrobených v roce 1958, 5 359 vozů v roce 1959 a nejvyšší roční produkce bylo dosaženo roku 1968 s počtem 9 142 jednotek. Do konce roku 1970 vzniklo celkem 90 000 vozů, ale to již produkce ustupovala modernější typové řadě Škoda 706 MT a zcela nové řadě Liaz 100. Ovšem ještě v roce 1984 vzniklo 2 390 jednotek a v roce 1985 pak 825 vozů Škoda 706 RT. Řádově desítky či spíše jednotky vozů se pak kompletovaly dál a ještě na počátku 90. let bylo postaveno několik vozů z dřívějších i nově vyrobených dílů.
Dodnes se tyto vozy dochovaly například u některých sborů dobrovolných hasičů a díky svému designu i jedinečnému zvuku motoru se stávají oblíbeným vozem pro fanoušky.
Typy a provedení:
- Škoda 706 RT – základní provedení vozu – valník, nebo jenom podvozek (s kabinou) pro účelové nástavby.
- Škoda 706 RTS – sklápěč, nebo jenom podvozek pro sklápěč. Provedení RTS1 znamenalo rychlosklápěč.
- Škoda 706 RTH – podvozek pro kropicí vůz.
- Škoda 706 RTHP – podvozek pro hasičskou cisternu se stříkačkou.
- Škoda 706 RTK – podvozek pro popelářský vůz.
- Škoda 706 RTTN – návěsový tahač.
- Škoda 706 RTD – dlouhý valník s nízkoložnou plochou.
- Škoda 706 RTP – valník s pohonem 4×4.
- a množství dalších podvariant.
- snížením a prodloužením rámu byl od původního vozu odvozen autobus Škoda 706 RTO (rámový trambusový osobní, nesprávně též rekonstruovaný trambusový omnibus). Podrobnosti na příslušné stránce.

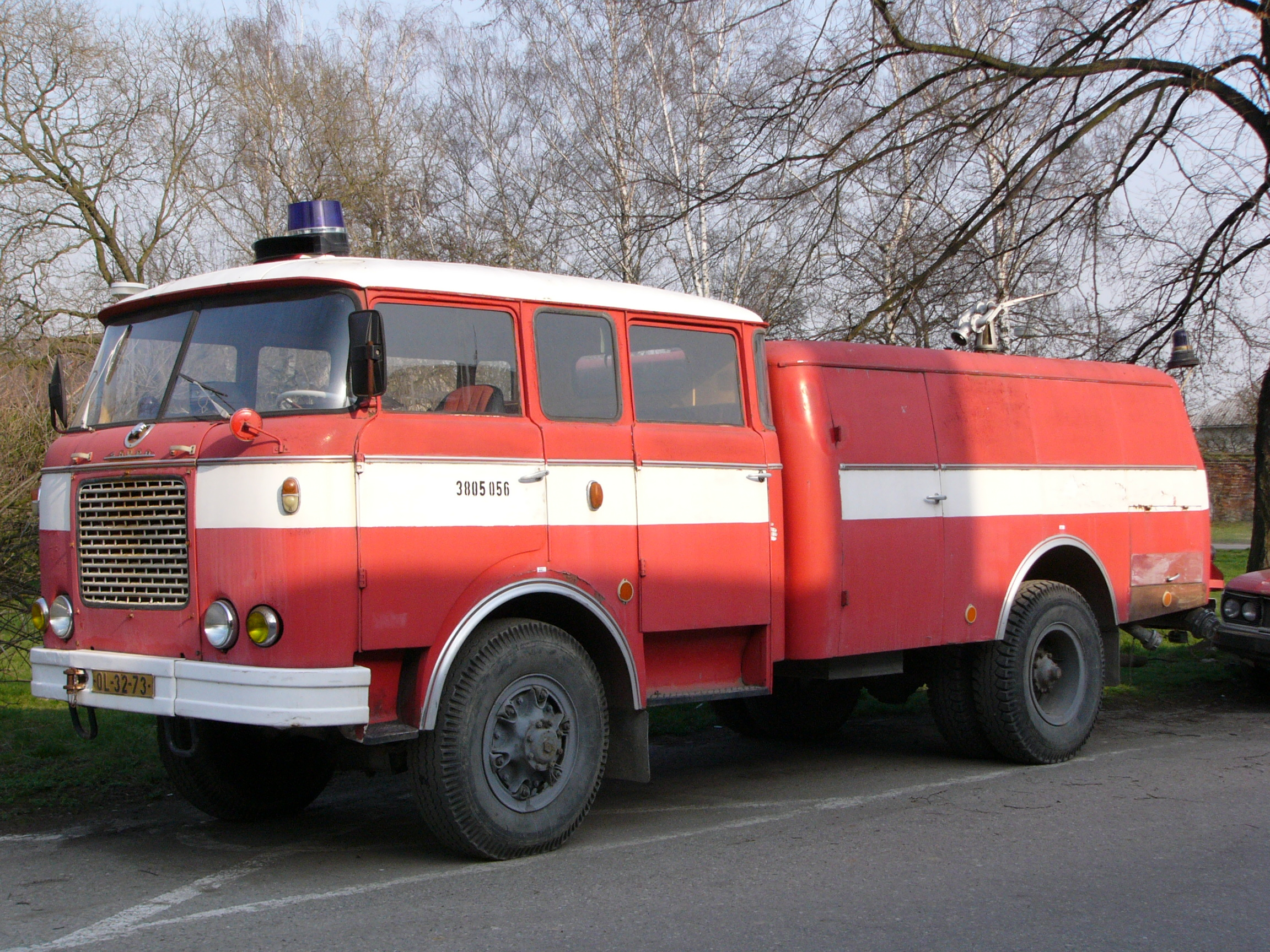
CAS-24 na podvozku Škoda 706 RTHP
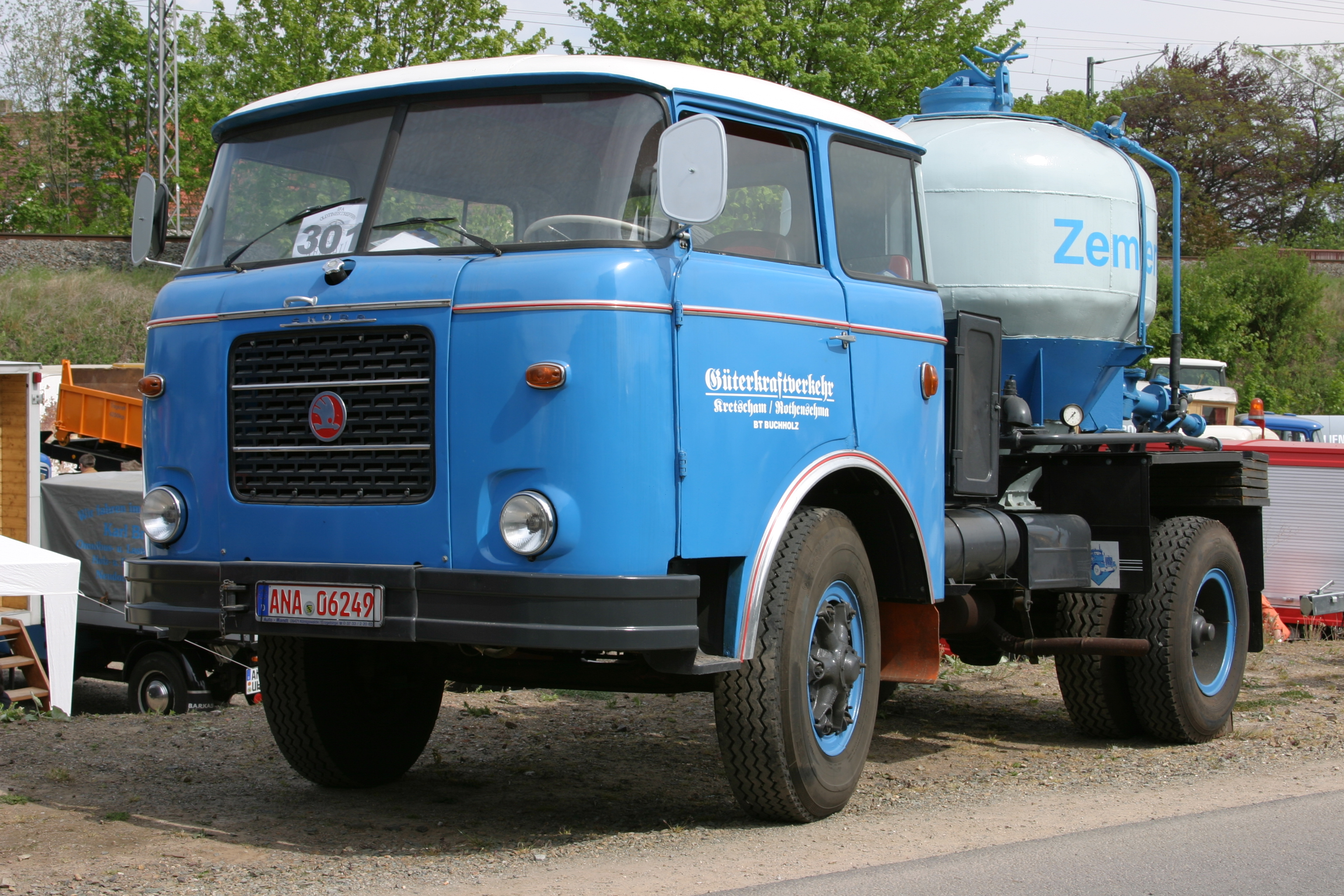
Škoda 706 RT pro přepravu cementu
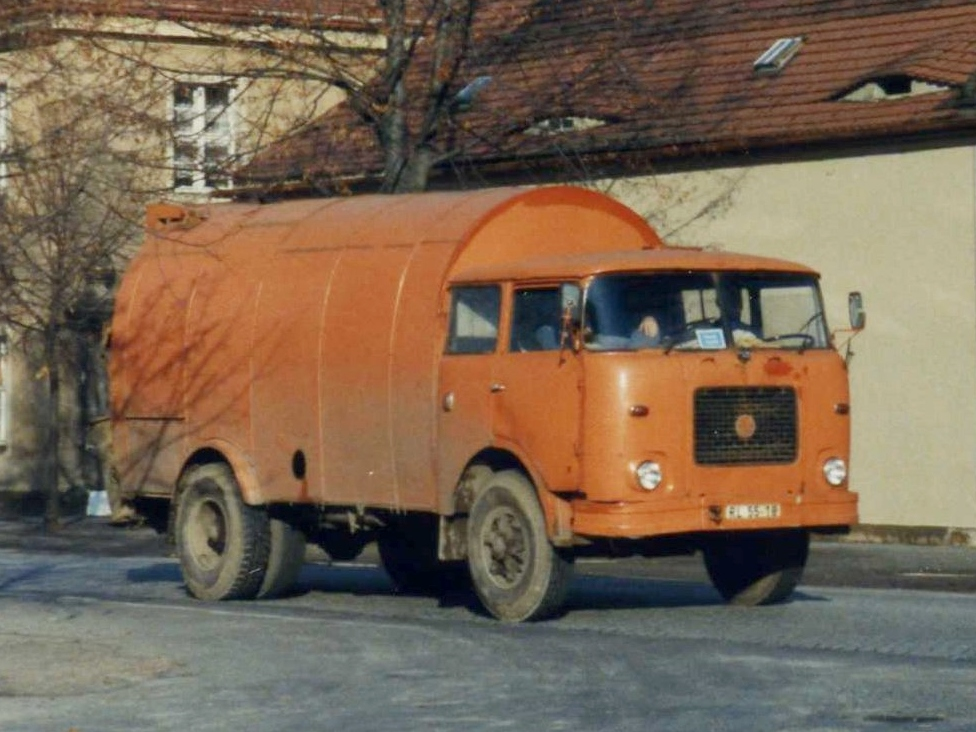
Škoda 706 RTK BOBR, vůz pro svoz komunálního odpadu
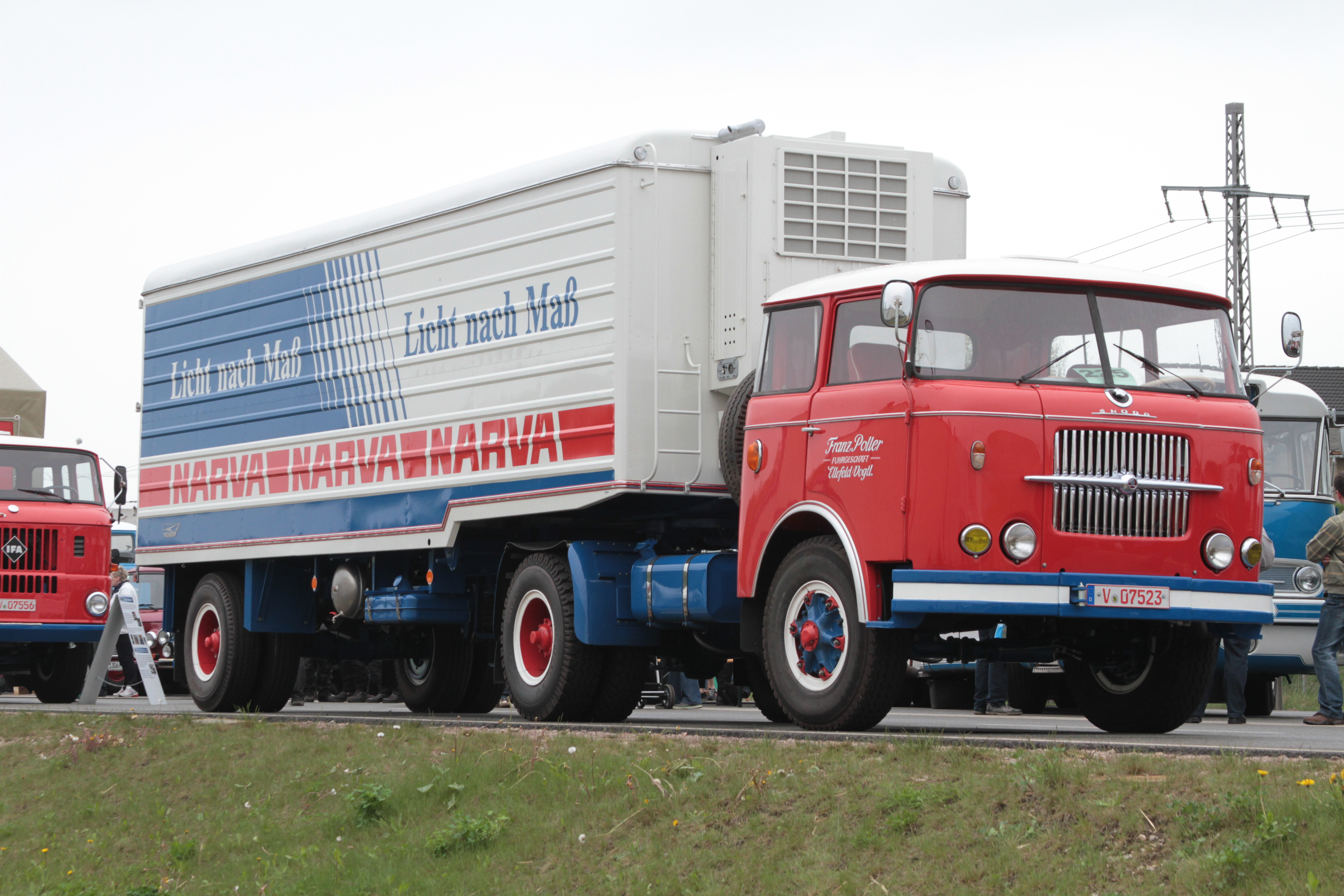
Tahač Škoda 706 RTTN s mrazírenským návěsem

### Škoda 706 MT
MT = modernizovaný trambus nebo též mezityp.
Tato řada se v podstatě neměla vyrábět, jde o „dočasné nouzové řešení“, které se nakonec ve výrobě udrželo přes dvacet let.
Od počátku 60. let vývoj a konstrukce LIAZu připravovala vznik zcela nové řady Liaz 100. Byly zkonstruovány a odzkoušeny zcela nové nápravy, motory, komponenty rámu atd. Avšak některé dodavatele stavebních prací a technologií (a i příslušenství) se nedařilo dohnat ke včasným dodávkám a tak například ještě v roce 1966 nebylo kde a na čem vyrábět novou kabinu (jejíž vývoj drhnul) nebo rámy. Naopak zcela nové motory řady M630 již byly připravené do výroby, stejně tak nové nápravy. Jediné logické řešení tedy bylo zavést provizorium – prvky řady 706 RT (rám a kabinu) doplnit novými hnacími komponenty (motor, převodovka a nápravy).
V roce 1966 tedy spatřily světlo světa první vozy Škoda 706 MS, jakýsi mezistupeň mezi řadami MT a RT. Šlo ještě o typ 706 RT s novým motorem M630, ale ještě s původními nápravami a skládanými koly typu TRILEX. Těchto vozů bylo ale vyrobeno jen řádově několik desítek, záhy se objevily už „čistokrevné“ vozy Škoda 706 MT s novými nápravami a s diskovými koly. V následujících letech se tyto modernizované typy vyráběly paralelně s původní řadou 706 RT a je docela obdivuhodné, že ještě o pár let později dokázal LIAZ vyrábět zároveň čtvero poměrně rozdílných strojů – Škodu 706 RT, Škodu 706 MT, LIAZ 100 (to vše v desítkách modifikací) a k tomu ještě těžký kolový tahač ŠT 180 (taktéž s několika podtypy).
První podtyp 706 MT měl motor M630/P100 o výkonu 132 kW (180 k) a označoval se též jako LIAZ MT3. V roce 1969 byla zahájena výroba motoru M634 o výkonu 154 kW (210 k) – LIAZ MT4 (rozvor 4 600 mm) a LIAZ MT5 (rozvor 5 400 mm). Tyto modely již byly osazovány novou moderní převodovkou Praga 10P80 nebo 5P80.
Do podzimu 1978 bylo vyrobeno 41 300 vozů řady 706 MT a produkce dál pokračovala, ještě roku 1984 bylo vyrobeno na 18 700 jednotek a v roce 1988 pak 1756 jednotek. Výroba typů 706 RT a 706 MT tak skončila prakticky zároveň.
Typy a provedení:
- Škoda 706 MT – základní valník, nebo jenom podvozek (s kabinou) pro účelové nástavby.
- Škoda 706 MTS 24 – třístranný sklápěč.
- Škoda 706 MTSP 24 – třístranný sklápěč s pohonem 4×4.
- Škoda 706 MTSP 25 – podvozek s pohonem 4×4 a se zesíleným rámem pro silničářské nástavby.
- Škoda 706 MTSP 27 Agro – podvozek s pohonem 4×4 a s pomocnými pohony pro zemědělské nástavby.
- Škoda 706 MTTN – návěsový tahač.
- Škoda 706 MTV 5 – dlouhý valník.
- a množství dalších podvariant. Kupodivu nebyla žádná modifikace 706 MT určena pro hasičské speciály, ty se nadále stavěly na podvozcích 706 RT.

Toto „mezitypové provizorium“ nakonec trvalo více než 20 let, protože výroba skutečně moderního LIAZu 100 se s trestuhodným zpožděním rozběhla až po roce 1974 a od ní odvozené valníky a sklápěče s krátkou kabinou nazvané LIAZ 150.261 (verze 4x2) a 151.261 (verze 4x4) se představily až v roce 1988 a začaly se vyrábět několik měsíců před revolucí. Z tohoto důvodu například vozy určené pro Rallye Paříž-Dakar 100.55D (poprvé se LIAZ zúčastnil v roce 1985) a od roku 1987 111.154D  byly vybaveny velkou kabinou (a navíc první dvě verze typu 100.55D vycházely z tahače pro kamionovou dopravu 100.55, jelikož ten jako jediný byl tehdy vybaven sklápěcí kabinou), zatímco v letech 1985-7 vyráběná řada vojenských valníků 101.120, již se mnohdy přezdívá "Tanzanec" (podle toho, že valná většina těchto vozidel, 527 kusů v provedení 101.124, byla vyvezena do Tanzanie) byla vybavena krátkou kabinou řady MT. 

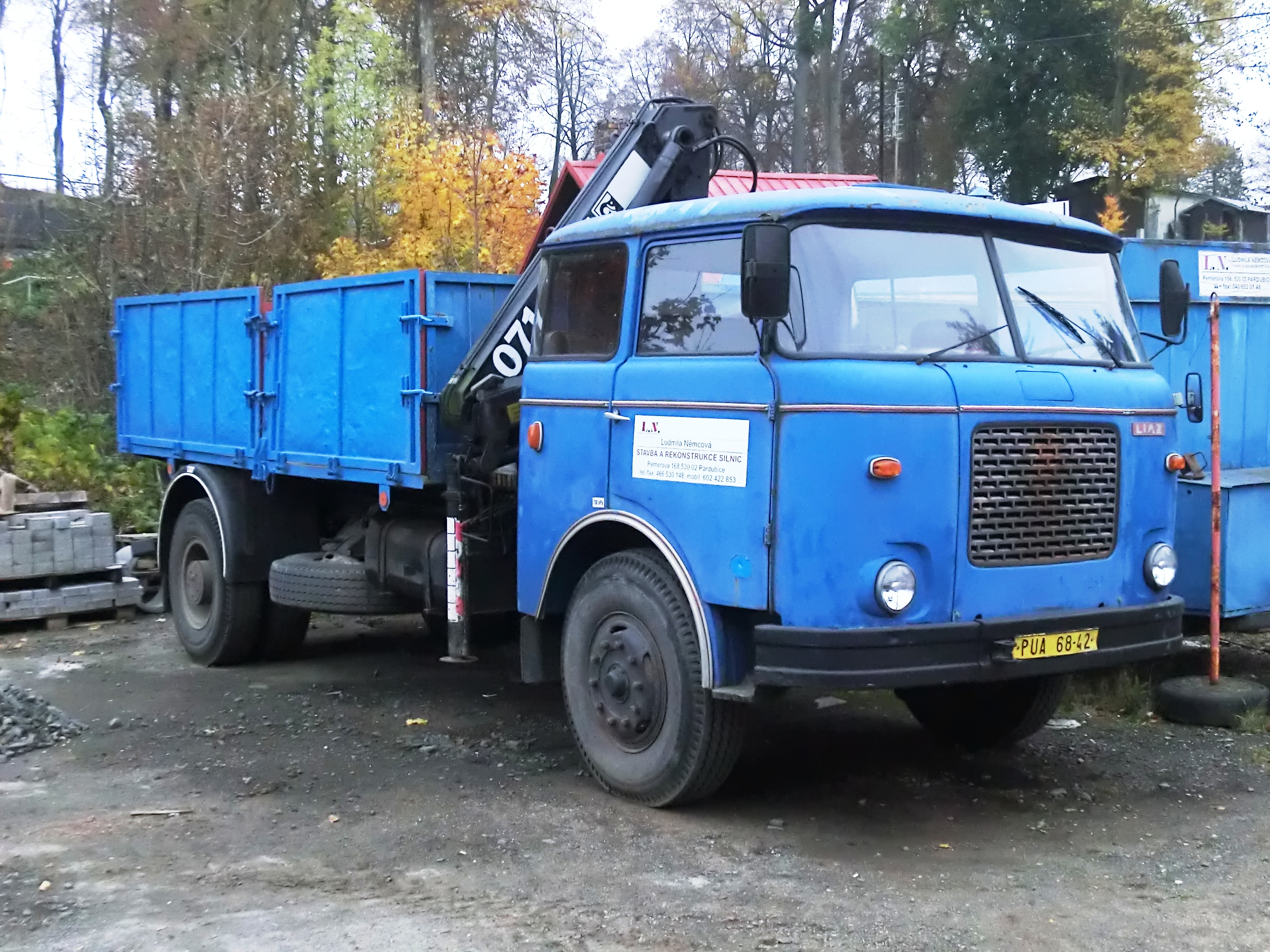
Škoda 706 MT4 s hydraulickou rukou
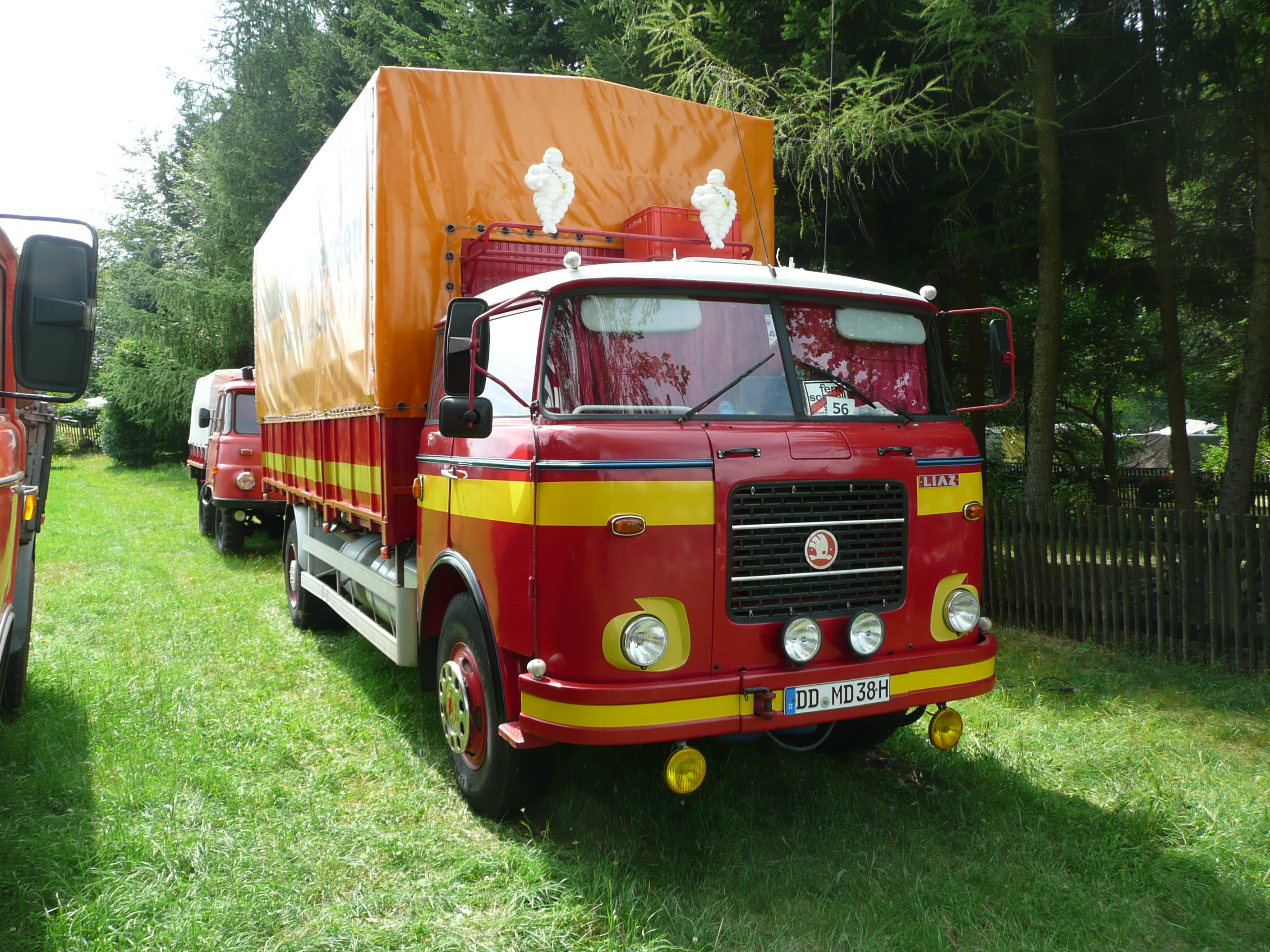
Škoda 706 MT německého sběratele
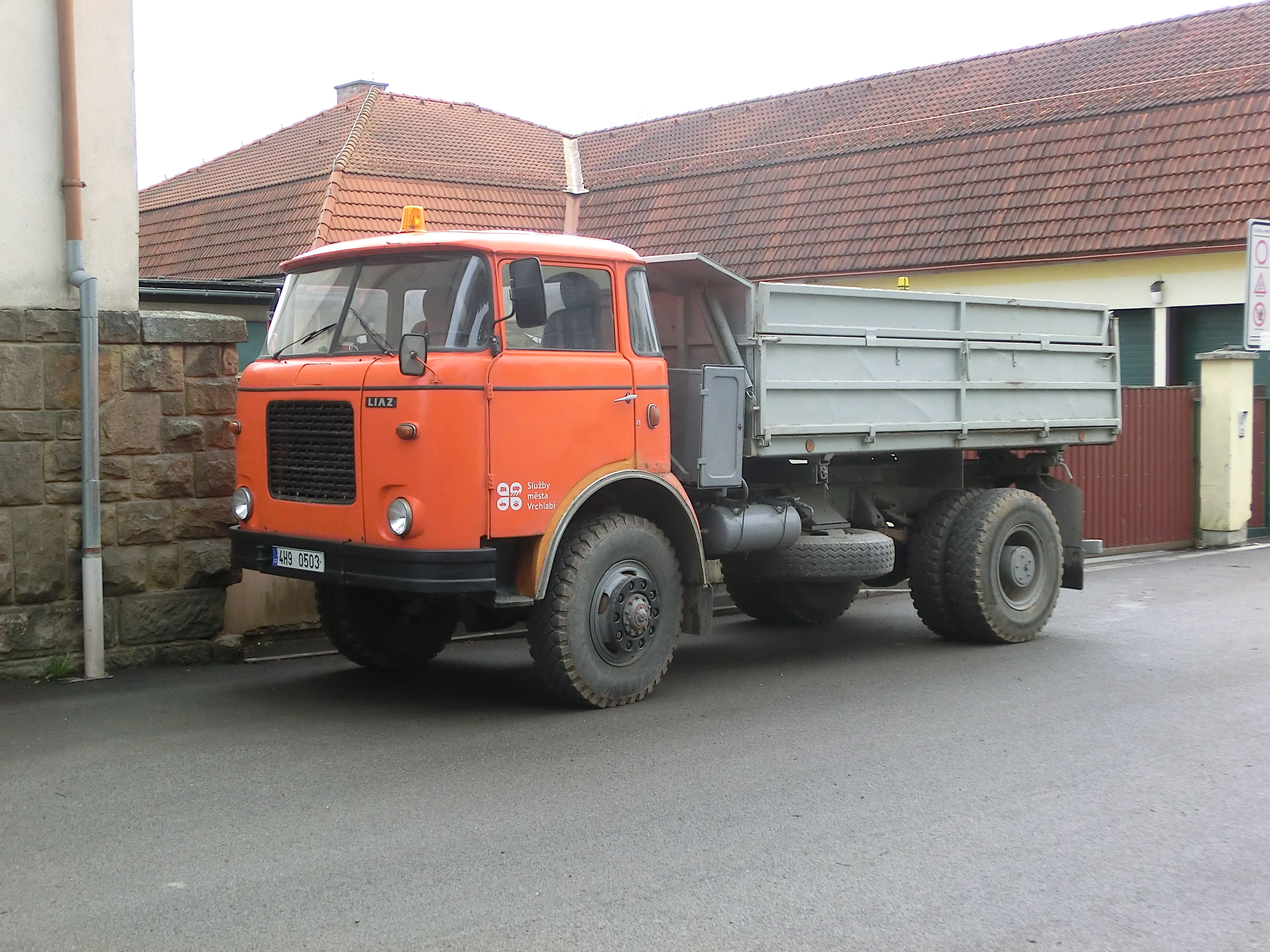
Škoda 706 MTSP s pohonem všech kol
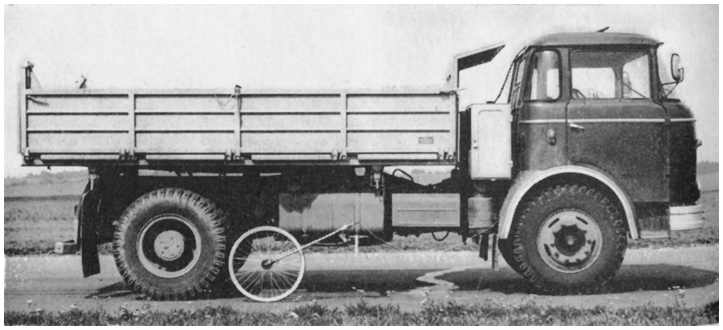
Škoda 706 MTS 24 při zkoušce brzd